# Otto Pankok

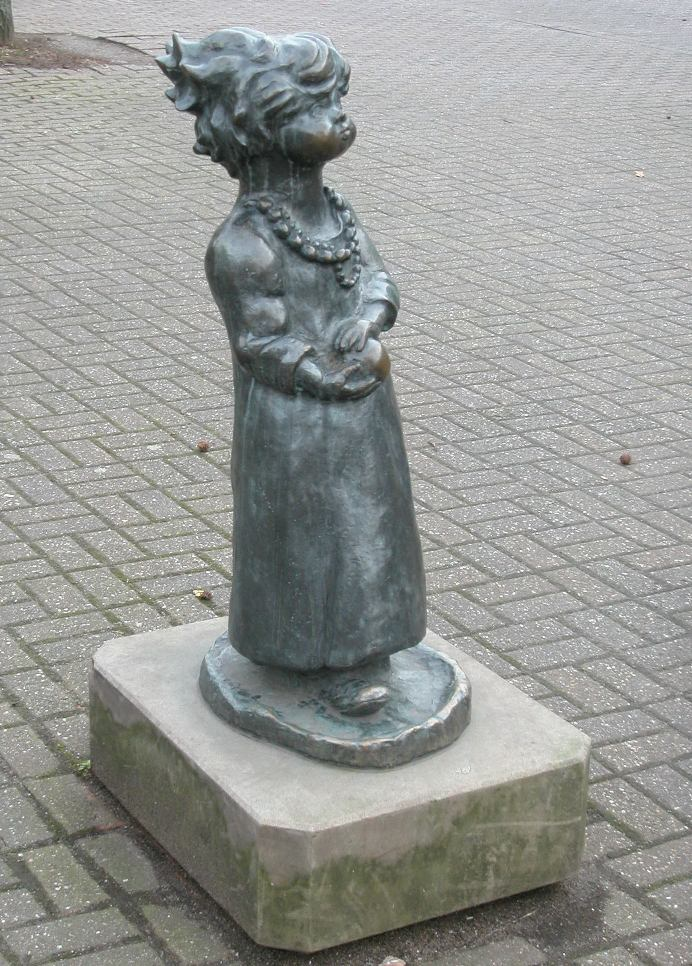
Standbeeld Mädchen mit Ball door Otto Pankok, te Mülheim (Ruhr); het model was een Sinti-meisje

Otto Pankok (Mülheim an der Ruhr, 6 juni 1893 - Wesel, 20 oktober 1966) is een Duitse schilder, graficus en beeldhouwer die met name actief was ten tijde van de Tweede Wereldoorlog. Hij legde het leven vast van groepen die door de nazi's vervolgd werden, zoals de joden en zigeuners, met name de Sinti: vanaf 1931 was hij bevriend met een Sinti-vrouw. Dit bracht hem in conflict met de nazi's, zijn kunst werd beschouwd als Entartete Kunst.

## Biografie

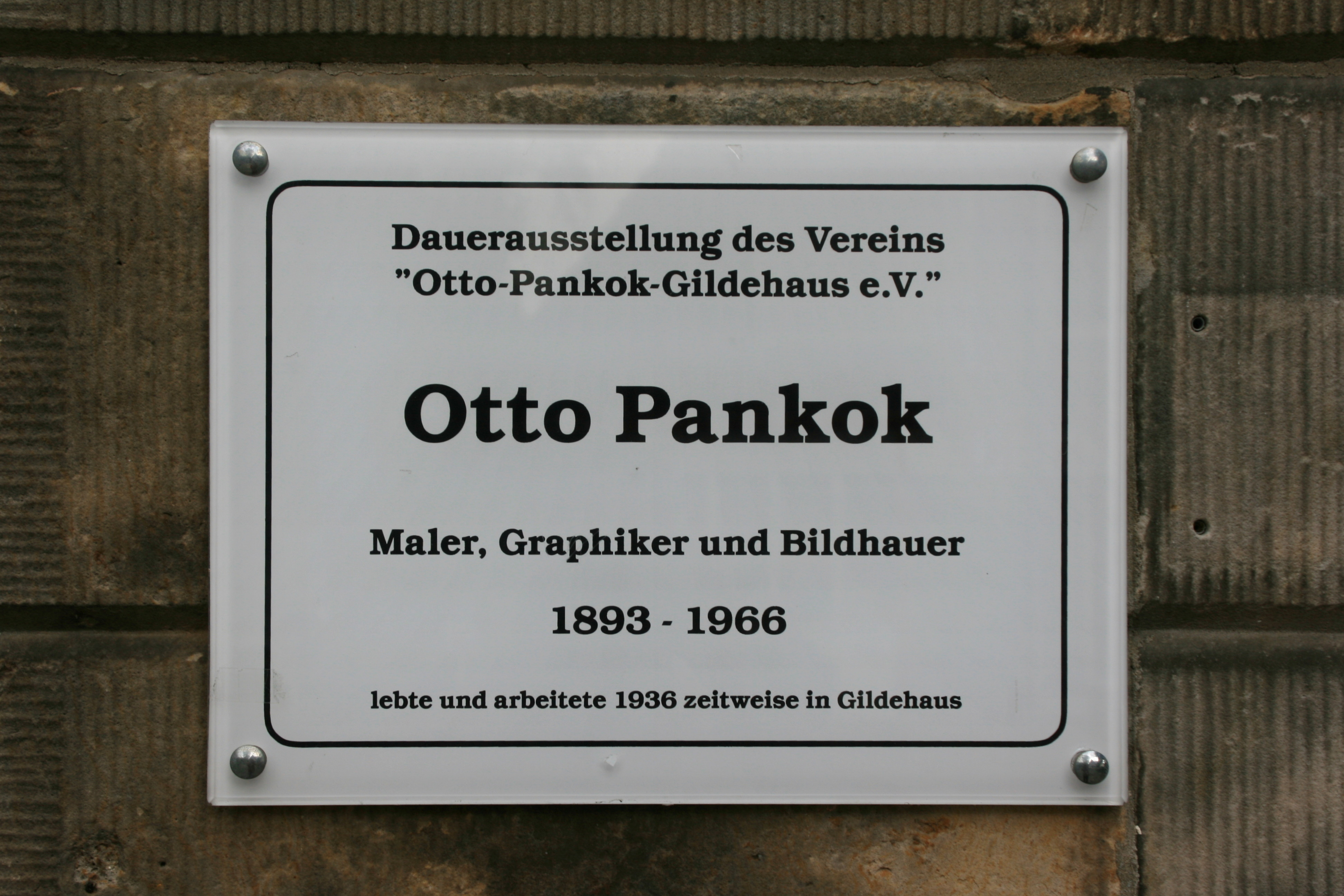
Informatiebordje Otto-Pankok-Museum, Bad Bentheim

Pankok werd geboren in Mülheim an der Ruhr in 1893. Vanaf 1912 begon hij met zijn opleiding tot kunstenaar door lessen te volgen aan de kunstacademie van Düsseldorf en van Weimar. Na slechts enkele maanden verliet hij de academie in Weimar, waar zijn leraren Fritz Mackensen en Albin Egger-Lienz waren geweest en ging hij op studiereis naar Nederland met Werner Gilles. In 1913-1914 bracht hij enige maanden door in de kunstenaarskolonie te Dötlingen en sloot daar vriendschap met Carl Lohse (1895–1965). Pankok schilderde te Dötlingen in die jaren de arme bevolking, onverbloemd in de haveloze staat , waarin de mensen zelf verkeerden. Vincent van Goghs werk, o.a. uit diens Borinage-periode, en De Aardappeleters, was voor Pankok een belangrijke inspiratiebron. Een in deze periode ontstaan, door Pankok zelf als een belangrijke fase in zijn oeuvre beschouwde, houtskooltekening van een lelijke, zwangere vrouw, werd jaren later door Max Liebermann, toen deze een expositie met werk van Pankok bezocht, met zowel begrip als afkeuring ("onverkoopbaar") bekeken. Pankok en Lohse waren juist op studiereis in Nederland, toen de Eerste Wereldoorlog uitbrak. Daarna, in 1914, bracht hij twee maanden in Parijs door, waar hij studeerde aan de Académie russe en de Académie de la Grande Chaumière. Tussen 1914-1917, in de Eerste Wereldoorlog, was hij soldaat in Frankrijk en raakte in 1915 in de beruchte loopgravenoorlog zwaar gewond, maar herstelde.
In 1919 keerde hij terug naar Düsseldorf, waar hij de oprichter was van de groep Das Junge Rheinland. Met onder meer Otto Dix, Gert Heinrich Wolheim en Adolf Uzarski was Pankok een van de kunstenaars die werd vertegenwoordigd door de kunsthandelaar Johanna Ey, bekend als Mutter Ey.
In 1921 trouwde hij met de journalist Hulda Droste.
Tijdens het Nazi-regime werd een deel van zijn werken in beslag genomen en verklaard tot Entartete Kunst (gedegenereerde kunst). Sommige van zijn werken werden getoond tijdens de beruchte tentoonstelling in 1937 gehouden door de nazi's in München.
Na de oorlog verhuisde hij naar Gildehaus bij Bad Bentheim (te Gildehaus is thans een museum aan hem gewijd) en was hij docent aan de kunstacademie van Düsseldorf van 1947-1958. Onder zijn leerlingen behoorden onder andere Günter Grass, Gotthard Graubner en Günther Uecker. Behalve in de jaren van het nazi-regime reisde Pankok veel en schilderde hij op zijn reizen. Hij stierf in Wesel.

## Werk
Pankok's werken zijn typisch grote monochrome schilderijen. Hij creëerde ook een uitgebreide verzameling grafisch werk, met name houtsneden en monotypes. Pankok's schilderijen tonen mensen, dieren en landschappen, realistisch en expressief, vaak met afbeeldingen van mensen aan de rand van de samenleving. Pankok maakte ook meer dan 200 (meestal kleine) bronzen sculpturen. Van 1924 tot 1933 maakte Pankok regelmatig portrettekeningen voor het dagblad "Mittag" in Düsseldorf.